# Aufsperrtechnik

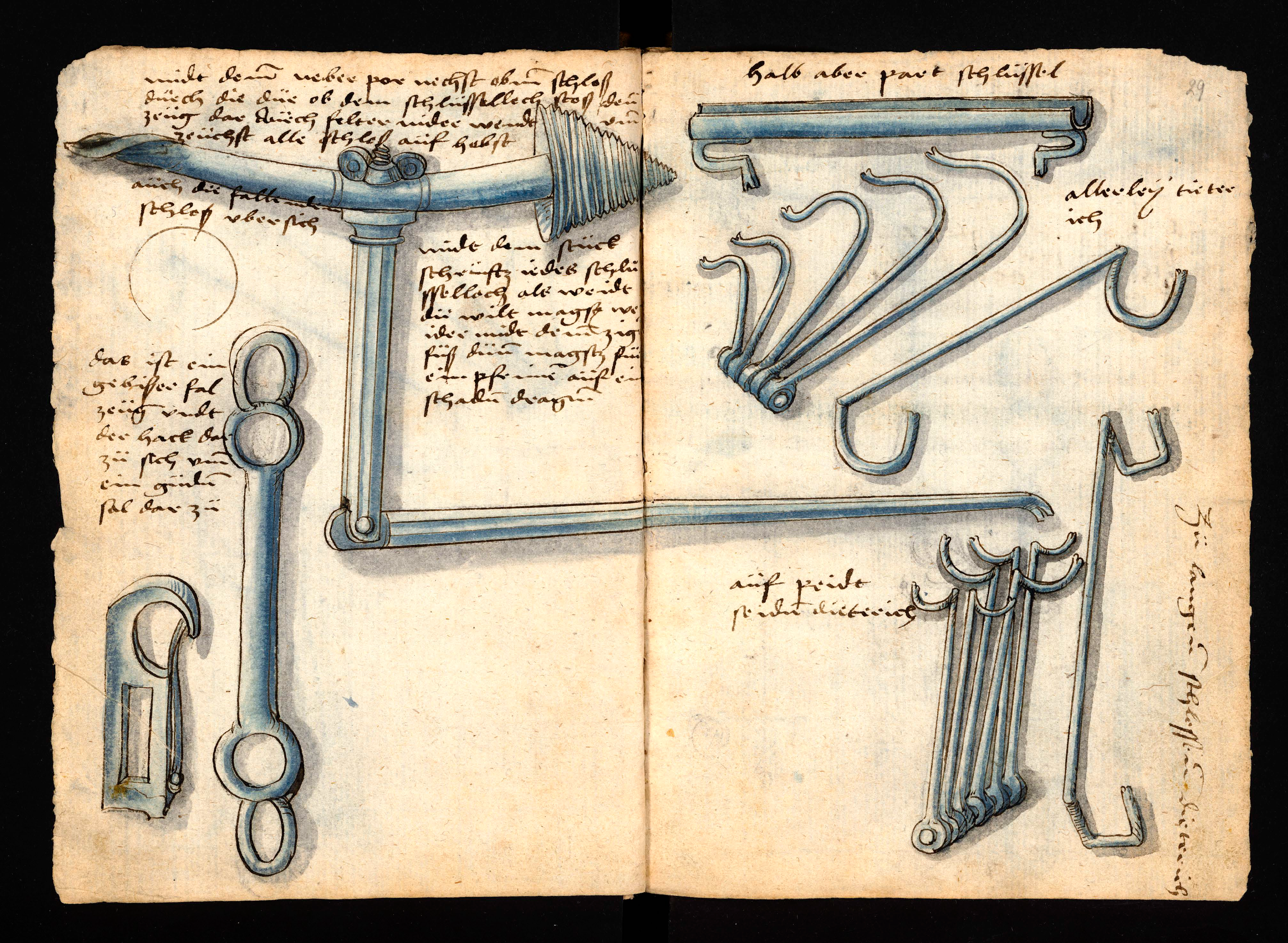
Verschiedene Schlosser- und Aufsperrwerkzeuge aus dem Löffelholz-Codex von 1505

Aufsperrtechnik bezeichnet Verfahren, Schlösser so zu manipulieren, dass sie ohne den zugehörigen Schlüssel geöffnet werden können. Dabei gibt es zerstörende und zerstörungsfreie Verfahren:
- zerstörende Verfahren bei Schließzylindern: Abbrechen, Kernziehen (siehe Ziehfix) und Aufbohren
- zerstörungsfreie Verfahren:
  - Dietrich
  - Lockpicking mit dessen Techniken: Setzen, Harken, Raken.
  - Impressionstechnik (schrittweises Nachbilden eines Schlüssels anhand des Schlosses)
  - Teilweise ist auch eine Umgehung des eigentlichen Schlosses (Bypass) möglich.

Einen Überblick über die zerstörungsfreien Methoden bietet der MIT Guide to Lockpicking.